# Patrick J. Doherty

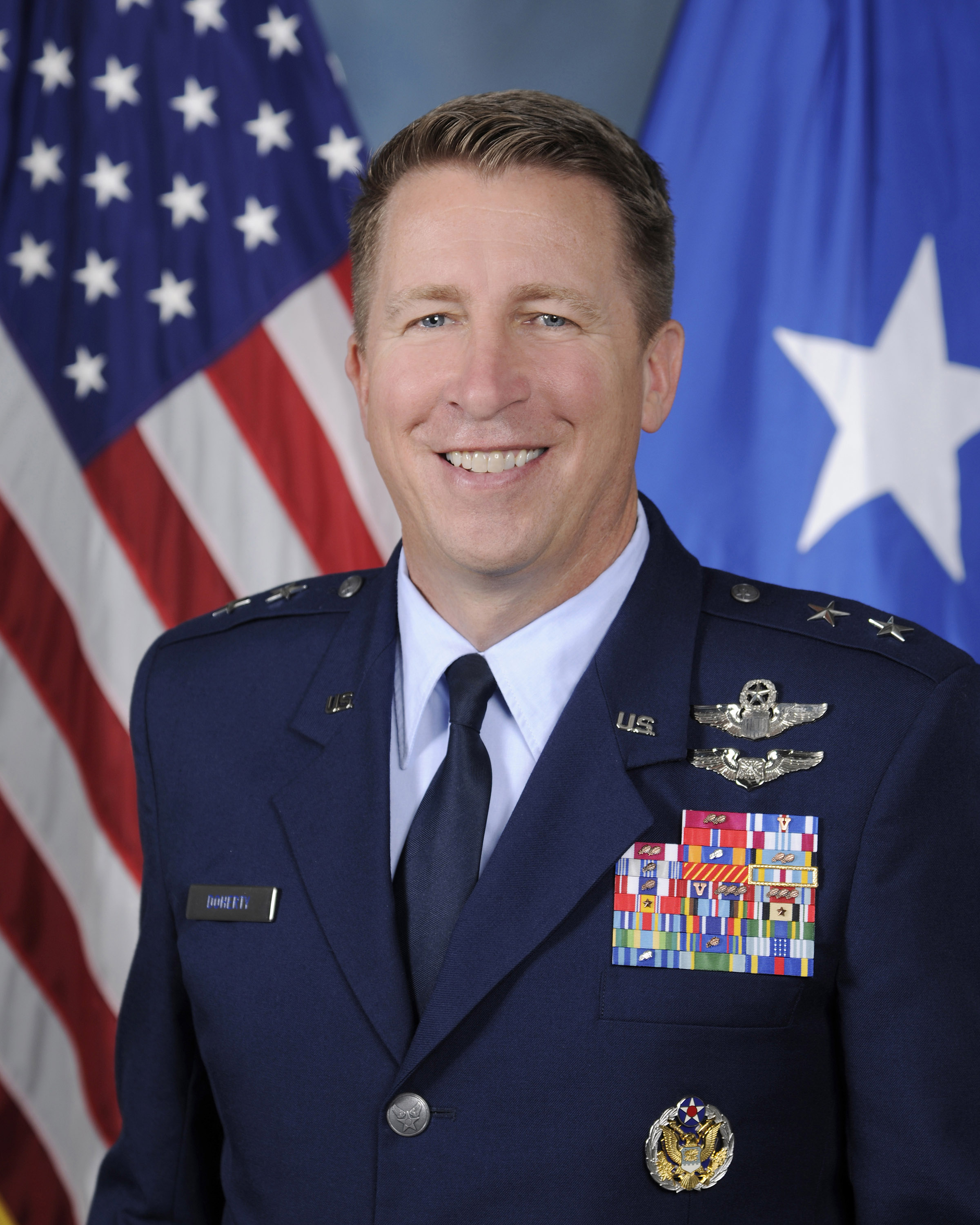
Patrick J. Doherty (2017)

Patrick J. Doherty (* um 1965) ist ein pensionierter Generalmajor der United States Air Force. Er war unter anderem Kommandeur der 19. Luftflotte (Nineteenth Air Force).
Über das ROTC-Programm der Iowa State University gelangte er im Jahr 1987 in das Offizierskorps der United States Air Force. Dort durchlief er anschließend alle Offiziersränge vom Leutnant bis zum Zwei-Sterne-General.
Im Lauf seiner militärischen Karriere absolvierte er verschiedene Kurse und Schulungen. Dazu gehörten unter anderem eine Ausbildung zum Flugnavigator sowie zum Kampfpiloten und weitere Fortbildungskurse als Pilot neuer Flugzeugtypen; die Squadron Officer School auf der Maxwell Air Force Base in Alabama sowie die Embry-Riddle Aeronautical University und das Command and General Staff College der United States Army in Fort Leavenworth in Kansas. Im weiteren Verlauf absolvierte er zudem das Air War College (über einen Fernkurs); das Naval War College in Newport in Rhode Island; den Joint Forces Air Component Commander Course und den Joint Flag Officer Warfighting Course, beide auf der Maxwell AFB. Außerdem erhielt er akademische Grade von der University of Virginia und der Syracuse University.
In seinen frühen Jahren als Offizier der Luftwaffe war er an verschiedenen Stützpunkten in den Vereinigten Staaten stationiert. Dabei war er als Flugnavigator, Pilot, Flugausbilder oder Stabsoffizier bei unterschiedlichen Einheiten tätig. Dazwischen absolvierte er die erwähnten Schulungen. Zwischen Juni 2001 und Juni 2002 war er in Südkorea Stabsoffizier in der Abteilung J3 für Operationen im Hauptquartier der United States Forces Korea. Anschließend setzte er seine Laufbahn in den Vereinigten Staaten fort.
Zwischen Oktober 2005 und Juni 2007 kommandierte er als Oberstleutnant auf der Seymour Johnson Air Force Base in North Carolina die 334. Kampfstaffel (334th Fighter Squadron). Nach seinem bis zum Juni 2008 andauernden Studium am Naval War College wurde er auf die Al Udeid Air Base in Katar versetzt. Zwischen August 2008 und Juni 2009 war er dort stellvertretender Leiter (Deputy Director) des Combined Air and Space Operations Centers.
Dohertys nächste Mission führte ihn erneut auf die Seymour Johnson AFB. Bis zum März 2010 war er dort stellvertretender Kommandeur des 4. Kampfgeschwaders (4th Fighter Wing). Danach erhielt er den Oberbefehl über diese Einheit, den er bis zum Juni 2012 innehatte. Es folgte eine Versetzung zur Randolph Air Force Base in Texas. Bis zum März 2013 gehörte er dort als Director of Assignments der Personalverwaltung der Air Force (Air Force Personnel Command) an. Danach war er bis Juni 2015 Stabsoffizier im Hauptquartier der Air Force.
Als Nächstes erhielt Doherty auf der Sheppard Air Force Base in Texas das Kommando über das 82. Ausbildungsgeschwader (82nd Training Wing), das er zwischen Juni 2015 und März 2017 ausübte. Am 28. März 2017 übernahm Patrick Doherty als Nachfolger von James B. Hecker auf der Randolph AFB in Texas das Kommando über die 19. Luftflotte. Dieses Amt bekleidete er bis zum 13. Juni 2019, als er von Craig D. Wills abgelöst wurde. Sein letzter militärischer Auftrag führte ihn auf die Langley Air Force Base in Virginia. Dort leitete er vom Juni 2019 bis zu seiner Pensionierung im Jahr 2020 die Stabsabteilung für Planungen, Programme, Bedarf und Analysen (Director, Plans/Programs/Requirements/Analysis) beim Air Combat Command (ACC).
Während seiner aktiven Zeit als Militärpilot absolvierte er über 4000 Flugstunden auf verschiedenen Flugzeugtypen.

## Daten der Beförderungen
| Abzeichen | Rang               | Jahr              |
| --------- | ------------------ | ----------------- |
|           | Second Lieutenant  | 1. November 1987  |
|           | First Lieutenant   | 1. November 1989  |
|           | Captain            | 1. November 1991  |
|           | Major              | 1. Juni 1999      |
|           | Lieutenant Colonel | 1. Februar 2004   |
|           | Colonel            | 1. September 2008 |
|           | Brigadier General  | 31. Januar 2014   |
|           | Major General      | 1. November 2017  |

## Orden und Auszeichnungen
Patrick Doherty erhielt im Lauf seiner militärischen Laufbahn unter anderem folgende Auszeichnungen:
- Air Force Distinguished Service Medal*
- Legion of Merit
- Bronze Star Medal
- Distinguished Flying Cross
- Defense Meritorious Service Medal
- Meritorious Service Medal
- Air Medal
- Aerial Achievement Medal
- Air Force Achievement Medal
- Air Force Combat Action Medal
- Joint Meritorious Unit Award
- Meritorious Unit Award
- Air Force Outstanding Unit Award
- Combat Readiness Medal
- National Defense Service Medal
- Armed Forces Expeditionary Medal
- Iraq Campaign Medal
- Global War on Terrorism Expeditionary Medal
- Global War on Terrorism Service Medal
- Korean Defense Service Medal
- Armed Forces Service Medal
- Nuclear Deterrence Operations Service Medal